# Katalin Bogyay
Katalin Annamária Bogyay  (Székesfehérvár, Hungría, 20 de agosto de 1956) es una diplomática húngara y presidenta de la Organización de las Naciones Unidas de Hungría desde abril de 2021. Trabajó como la decimoquinta Representante Permanente de Hungría ante las Naciones Unidas en Nueva York (1 de enero de 2015 - 31 de diciembre de 2020). Es ex embajadora extraordinaria y plenipotenciaria y delegada permanente de Hungría ante la UNESCO (2009–2014) y presidenta de la 36.ª sesión de la Conferencia General de la UNESCO (2011–2013).
Se graduó en Economía en la Universidad Corvinus de Budapest y obtuvo un máster en Artes en Comunicaciones de la Universidad de Westminster (Londres) con la Beca Chevening.

## Trayectoria
Comenzó su carrera como crítica de teatro y música, y luego se convirtió en presentadora, productora y editora sénior de Música y Artes en la Televisión Nacional Húngara (Magyar Televízió o MTV). Tras la caída del comunismo, en 1990 se convirtió en la primera personalidad de la televisión húngara en recibir una beca del Fondo Know How para estudiar medios en democracia en la BBC. Después de organizar galas y entrevistar a celebridades de todo el mundo, presentó su propio programa, Katalin Bogyay and her Parties (2003-2004, MTV/Hungría).
Bogyay se convirtió en locutora internacional y realizadora de documentales, trabajando a lo largo de la década de 1990 como productora independiente con sede en Londres, especialmente para European Business News, BBC Radio, Global Vision Network, MTV, Danube TV .

### Carrera política
En 1999 se convirtió en diplomática y comenzó a trabajar para el Ministerio de Cultura húngaro. Como directora general abrió el Centro Cultural Húngaro en 1999 en el corazón del Covent Garden de Londres. Fue directora del Centro hasta 2006. Para marcar el ingreso de Hungría a la UE en 2004, Bogyay creó Magyar Magic, un festival de diecisiete meses de duración que celebra el talento húngaro en Gran Bretaña bajo el doble patrocinio de la reina Isabel II y el Dr. Ferenc Mádl, presidente de la República de Hungría.
En 2007, Katalin Bogyay fue seleccionada por la London School of Economics como una de las 50 mejores pensadores en la publicación EU The Next Fifty Years. En su editorial invitada escribió sobre el nuevo espacio cultural europeo. También representó a Europa del Este, Central y Meridional como una de las vicepresidentas del Comité Cultural en la Conferencia General de la UNESCO . Entre julio de 2006 y abril de 2009, se fue Secretaria de Estado para Asuntos Internacionales en el Ministerio de Educación y Cultura de Hungría. Desde septiembre de 2009 hasta diciembre de 2014 estuvo en París como Embajadora de Hungría ante la UNESCO. En 2009 fue una de las vicepresidentas de la 35.ª Conferencia General de la UNESCO.
El 5 de octubre de 2011, el Consejo Ejecutivo de la UNESCO propuso por unanimidad a Bogyay como presidente de la 36.ª Conferencia General de la UNESCO. El 25 de octubre de 2011, la Conferencia General de la UNESCO eligió por unanimidad a Bogyay como presidenta de la 36.ª Conferencia General de la UNESCO. Sucedió a Davidson L. Hepburn (Commonwealth of The Bahamas) quien presidió la 35.ª sesión. El 5 de noviembre de 2013, la Conferencia General eligió a Hao Ping, Viceministro de Educación de China, como presidente de la 37.ª Conferencia General de la UNESCO.

### Naciones Unidas
Fue nombrada Embajadora y Representante Permanente de Hungría ante la ONU en Nueva York y asumió el cargo de jefa de la Misión húngara ante la ONU en Nueva York el 1 de enero de 2015. Presidió el Comité de Conferencias de las Naciones Unidas en 2016-2017. El Comité de Conferencias decide el calendario anual de conferencias de todos los lugares de destino de las Naciones Unidas y garantiza que los servicios de conferencias, la traducción y la interpretación funcionen sin problemas durante todas las reuniones de las Naciones Unidas.
En enero de 2017, el presidente de la Asamblea General nombró a Tayikistán y Hungría, SE la Sra. Katalin Bogyay, Representante Permanente ante la ONU, como co-moderadores del diálogo a nivel de trabajo para discutir la mejora de la integración y coordinación del trabajo de las Naciones Unidas sobre los objetivos y metas de Desarrollo Sostenible (ODS) relacionados con el agua, así como un diálogo posterior para hacer un balance del progreso realizado e intercambiar puntos de vista sobre los posibles próximos pasos.
En 2018, la Junta Ejecutiva de la Asociación Internacional de Representantes Permanentes (IAPR) ante las Naciones Unidas eligió a la embajadora Katalin Bogyay como su nueva presidenta. La Asociación sirve como foro entre los Representantes Permanentes activos y antiguos.
Es una firme defensora del empoderamiento de las mujeres y comenzó una serie de reuniones temáticas del Círculo de Mujeres Embajadoras en la ONU para cubrir temas como la implementación de los ODS o la diplomacia preventiva.
En 2019, se convirtió en Vicepresidenta de la Junta Ejecutiva de ONU Mujeres, una entidad global dedicada a la igualdad de género y el empoderamiento de las mujeres. La embajadora Bogyay organiza una serie de salones para construir puentes entre la ONU y la ciudad de Nueva York a través de la diplomacia cultural, el arte, la música y la poesía.
Ha sido designada por María Fernanda Espinosa Garcés, Presidenta de la 73.ª Sesión de la Asamblea General de las Naciones Unidas con el embajador Vitavas Srivihok, representante permanente de Tailandia ante las Naciones Unidas para facilitar las negociaciones de la declaración política de cobertura universal de salud para el reunión de alto nivel sobre Cobertura Universal de Salud durante la 74.ª Sesión del Debate General de las Naciones Unidas en 2019.
Katalin Bogyay fue nombrada además miembro del Comité de Selección del 'Premio Nelson Mandela 2020'. El premio se otorga cada 5 años a quienes dedicaron su vida al servicio de la humanidad en la promoción de la reconciliación, la cohesión social y el desarrollo comunitario.
En junio de 2020, fue elegida por unanimidad por 193 Estados miembros como Presidenta del Comité de Asuntos Sociales, Humanitarios y Culturales (Tercera Comisión Principal) para la 75.ª Sesión de la Asamblea General de las Naciones Unidas (2020). -2021). El examen de las cuestiones de derechos humanos ocupa un lugar destacado en la actividad del Comité, mientras que también analiza cuestiones relacionadas con el adelanto de la mujer, la protección de los niños, las cuestiones indígenas, la promoción de las libertades fundamentales mediante la eliminación del racismo y la discriminación racial, y la derecho a la autodeterminación, diálogo intercultural e interreligioso. El Comité también aborda importantes cuestiones de desarrollo social, como cuestiones relacionadas con la juventud, la familia, el envejecimiento, las personas con discapacidad, la prevención del delito, la justicia penal y el control internacional de drogas. El Comité escuchará e interactuará con relatores especiales, expertos independientes y presidentes de grupos de trabajo según lo dispuesto por el Consejo de Derechos Humanos.Bogyay también será miembro del Comité General de la 75.ª Asamblea General de la ONU.

#### 60 aniversario de la revolución húngara de 1956 en la ONU
Tras el aplastamiento de la revolución de 1956, ante la imposibilidad de actuar del Consejo de Seguridad, fue la Asamblea General la que adoptó una serie de resoluciones al respecto y estableció el llamado Comité Especial sobre el Problema de Hungría. Los Archivos de la ONU guardan numerosos documentos sobre la Revolución de 1956 y los acontecimientos posteriores. En 2016, el embajador Bogyay, con el apoyo del Gobierno húngaro, solicitó abrir y desclasificar los documentos previamente clasificados después de 60 años con fines de investigación. La Secretaría de la ONU abrió más de 400 páginas de documentos previamente clasificados con fines de investigación. Además, más de 1000 páginas de documentos de la ONU guardados en la Universidad de Columbia también han sido desclasificados y, por lo tanto, están disponibles para investigación pública.
La embajadora Bogyay organizó una serie de eventos, incluida una mesa redonda sobre la "Revolución húngara de 1956 y los procesos de democratización del siglo XX", así como un panel de discusión histórico para honrar la memoria de Povl Bang-Jensen. Bajo su liderazgo, Hungría, por primera vez, fue coanfitriona del Concierto de Gala del Día de las Naciones Unidas, que marca el nacimiento de las Naciones Unidas en 1945 a través del lenguaje universal de la música. El tema del concierto de este año fue “La libertad primero”. La Misión Permanente de Hungría ante las Naciones Unidas y el Instituto iASK de Estudios Avanzados Kőszeg publicaron el libro Un grito por la libertad: Reflexiones sobre la revolución húngara de 1956 en la ONU y más allá por la embajadora Bogyay, así como estatuas de recuerdo creadas por Hedva Ser.
|                                |                                                                                     |                               |
| Puestos Diplomáticos           |                                                                                     |                               |
| Precedida por -                | Consejera Cultural, Directora General del Centro Cultural Húngaro, Londres1999–2006 | Sucedida por Ildikó Takács    |
| Precedida por András Lakatos   | Embajador, Delegado Permanente de Hungría ante la UNESCO, París2009–2014            | Sucedida por Zoltán Cséfalvay |
| Precedida por Davidson Hepburn | Presidente de la Conferencia General de la UNESCO2011–2013                          | Sucedida por Hao Ping         |
| Precedida por Csaba Kőrösi     | Embajadora, Representante Permanente de Hungría ante las Naciones Unidas2015–       | Sucedida por                  |

## Premios y reconocimientos
- Miembro de la Royal Society of Arts (FRSA)[34] y de la World Academy of Art and Science (FWAAS).[34]
- En 2005, recibió la Orden al Mérito de la Cruz de Caballero de la República de Hungría por su contribución a la cultura internacional.[35]
- En 2012, recibió un doctorado honorario en Letras de la Universidad de Glasgow por su trabajo en la construcción de vínculos culturales entre Hungría y Escocia, así como por la promoción de la diversidad cultural y la diplomacia cultural en todo el mundo.[36]
- En 2013, con motivo del 50 aniversario del Comité Internacional de Juego Limpio, Bogyay recibió el Trofeo Especial de Juego Limpio por su contribución en la diplomacia deportiva.[37]
- En 2014, recibió la Cruz de Comandante de la Orden del Mérito de Hungría por sus logros en la cultura y la diplomacia cultural.[38] Es miembro del Consejo Asesor Internacional del Instituto para la Diplomacia Cultural (ICD - Berlín) y Presidenta del Programa Las Artes y la Diplomacia Cultural.[39] El Embajador Bogyay es miembro del Consejo Asesor Internacional del Instituto de Estudios Avanzados Kőszeg (iASK).[40][41]
- En 2016, recibió un doctorado honoris causa de la Universidad de Pannon por su trabajo en diplomacia multilateral y cultural.[42] En 2016 recibió el Premio de Ciudadanía Global de la Fundación James Jay Dudley Luce por encarnar las características de honor, inteligencia, benevolencia e integridad[43] La Embajadora Bogyay también recibió la distinción de Profesora Honoraria de la Universidad del Valle de Utah en abril de 2016.[44][45]
- Con motivo del Día de las Naciones Unidas en 2017 recibió el premio “Spirit of the UN – 2017” del Comité de ONG sobre Espiritualidad, Valores y Preocupación Global.[46]
- Premio “Mujeres de Distinción 2017 – Premio al Liderazgo Global en Justicia Social/Desarrollo” por parte de Celebrating Women International en 2017.[47] Es miembro del Comité Global Athena 40.[48]
- En 2020, con motivo del Día Internacional de la Niña, la embajadora Katalin Bogyay recibió el 'Premio al Liderazgo de la Última Niña' creando conciencia y defendiendo la lucha mundial contra la trata de personas y la esclavitud moderna. El honor fue otorgado por Apne Aap Women Worldwide, una organización de derechos humanos con sede en India y Estados Unidos.[49] Es miembro del Club Mujeres por Hungría, una organización que se estableció con el objetivo de hacer que la familia y la carrera sean factores complementarios y no conflictivos en la vida de las mujeres húngaras.[50] Es ciudadana de Honor de la ciudad de Mór[51]
- En 2021 recibió el Premio Condesa Antonia Zichy por su papel destacado en la diplomacia internacional y la construcción de comunidades.[52]

## Libros
Ha publicado varios libros: una biografía sobre la actriz húngara Margit Dajka (1989, Officina Nova, Budapest) así como otra obra biográfica sobre János Pilinszky, poeta húngaro (1990, Officina Nova, Budapest). Találkozásaim a nagyvilágban (Mis encuentros alrededor del mundo) es una colección de entrevistas con artistas y científicos de renombre internacional (1996, HG& Co.Budapest). The Voice of Freedom-A szabadság hangja (2006, HCC, Londres) es una compilación de entrevistas sobre el tema de la revolución de 1956. En el libro de entrevistas: A Magyar kultúra szolgálatában (Servir a la cultura húngara, entrevistado por Hedvig Dvorszky, 2010, Kairosz), Budapest, da una idea de su vida profesional. The Art of Cultural Diplomacy: Panorama of the Presidency, (2013, Espace Cinko- UNESCO, París) y Elnökségem története (2014, Holnap Kiadó, Budapest) tratan sobre su trabajo como Presidenta del Consejo General de la UNESCO. Conferencia (2011–13). En 2017, fue publicado en China por Yilin Press. Su libro sobre la Revolución de 1956 en la ONU, titulado “UN GRITO POR LA LIBERTAD: Reflexiones sobre la revolución húngara de 1956 en la ONU y más allá”, se publicó en 2017 en Nueva York.